# Audi Cup
De Audi Cup is een tweejaarlijks voetbaltoernooi, dat plaatsvindt tijdens het voorseizoen. Alle wedstrijden worden afgewerkt in de Allianz Arena in München.

## Geschiedenis
De eerste editie van de Audi Cup in 2009 werd georganiseerd door Audi, om te vieren dat Audi al 100 jaar handelt. Die editie werd gewonnen door Bayern München. Het werd gehouden in plaats van de Franz Beckenbauer Cup. Dat toernooi werd in 2007, 2008 en 2010 gespeeld. In 2011 was het Spaanse FC Barcelona de beste van de vier teams. In 2013 en 2015 werd de Audi Cup, net als in 2009, gewonnen door Bayern München. In 2017 was Atlético Madrid het sterkst.

## Opzet
Omdat het toernooi wordt gespeeld in de Allianz Arena, de thuishaven van Bayern, speelt Bayern elke Audi Cup mee. Iedere twee jaar worden er drie teams uitgekozen die het toernooi compleet maken. Er worden 4 wedstrijden gespeeld: twee halve finales, één wedstrijd om de 3e/4e plaats en één finale. Het toernooi duurt twee dagen. 

## Edities
| Jaar | Winnaar           | Uitslag      | Finalist          | 3e plaats         | Uitslag      | 4e plaats      | Plaats                 |
| ---- | ----------------- | ------------ | ----------------- | ----------------- | ------------ | -------------- | ---------------------- |
| 2009 | Bayern München    | 0-0 (7-6 ns) | Manchester United | Boca Juniors      | 1-1 (4-3 ns) | AC Milan       | Allianz Arena, München |
| 2011 | FC Barcelona      | 2-0          | Bayern München    | Internacional     | 2-2 (2-0 ns) | AC Milan       | Allianz Arena, München |
| 2013 | Bayern München    | 2-1          | Manchester City   | AC Milan          | 1-0          | São Paulo      | Allianz Arena, München |
| 2015 | Bayern München    | 1-0          | Real Madrid       | Tottenham Hotspur | 2-0          | AC Milan       | Allianz Arena, München |
| 2017 | Atlético Madrid   | 1-1 (5-4 ns) | Liverpool         | Napoli            | 2-0          | Bayern München | Allianz Arena, München |
| 2019 | Tottenham Hotspur | 2-2 (6-5 ns) | Bayern München    | Real Madrid       | 5-3          | Fenerbahçe     | Allianz Arena, München |

## Topscorers
| Positie | Speler              | Club            | Doelpunten |
| ------- | ------------------- | --------------- | ---------- |
| 1       | Thomas Müller       | Bayern München  | 6          |
| 2       | Thiago              | Bayern München  | 3          |
| 2       | Karim Benzema       | Real Madrid     | 3          |
| 3       | Leandro Damião      | Internacional   | 2          |
| 3       | Edin Džeko          | Manchester City | 2          |
| 3       | Stephan El Shaarawy | AC Milan        | 2          |
| 3       | Zlatan Ibrahimović  | AC Milan        | 2          |
| 3       | Robert Lewandowski  | Bayern München  | 2          |
| 3       | Mario Mandžukić     | Bayern München  | 2          |